# Eishockey-Weltmeisterschaft 1973
Die 40. Eishockey-Weltmeisterschaften (gleichzeitig die 51. Eishockey-Europameisterschaft) im Jahre 1973 fand in Moskau statt. Die gastgebende Sowjetunion gewann ohne Punktverlust zum zwölften Mal. Neben dem Turnier der A-Gruppe wurde die B-Gruppe in Graz und die C-Gruppe in verschiedenen Städten in den Niederlanden ausgetragen. Erstmals fanden die drei WM-Turniere in drei unterschiedlichen Ländern statt. Insgesamt nahmen 22 Mannschaften an den Weltmeisterschaften teil.

## A-Weltmeisterschaft
Das Turnier der A-Gruppe wurde zwischen dem 31. März und 15. April 1973 im Sportpalast Luschniki, Moskau, ausgespielt. Nach einem Jahr Unterbrechung waren diesmal die Titelkämpfe wieder von einer überlegen agierenden sowjetischen Mannschaft geprägt, die – im Vorjahr noch auf den Silberrang verwiesen – ohne Punktverlust und mit neuem Torrekord ihren zwölften Welt- und 15. Europameistertitel feiern konnte. Titelverteidiger Tschechoslowakei erreichte am Ende den dritten Platz.

### Teilnehmer

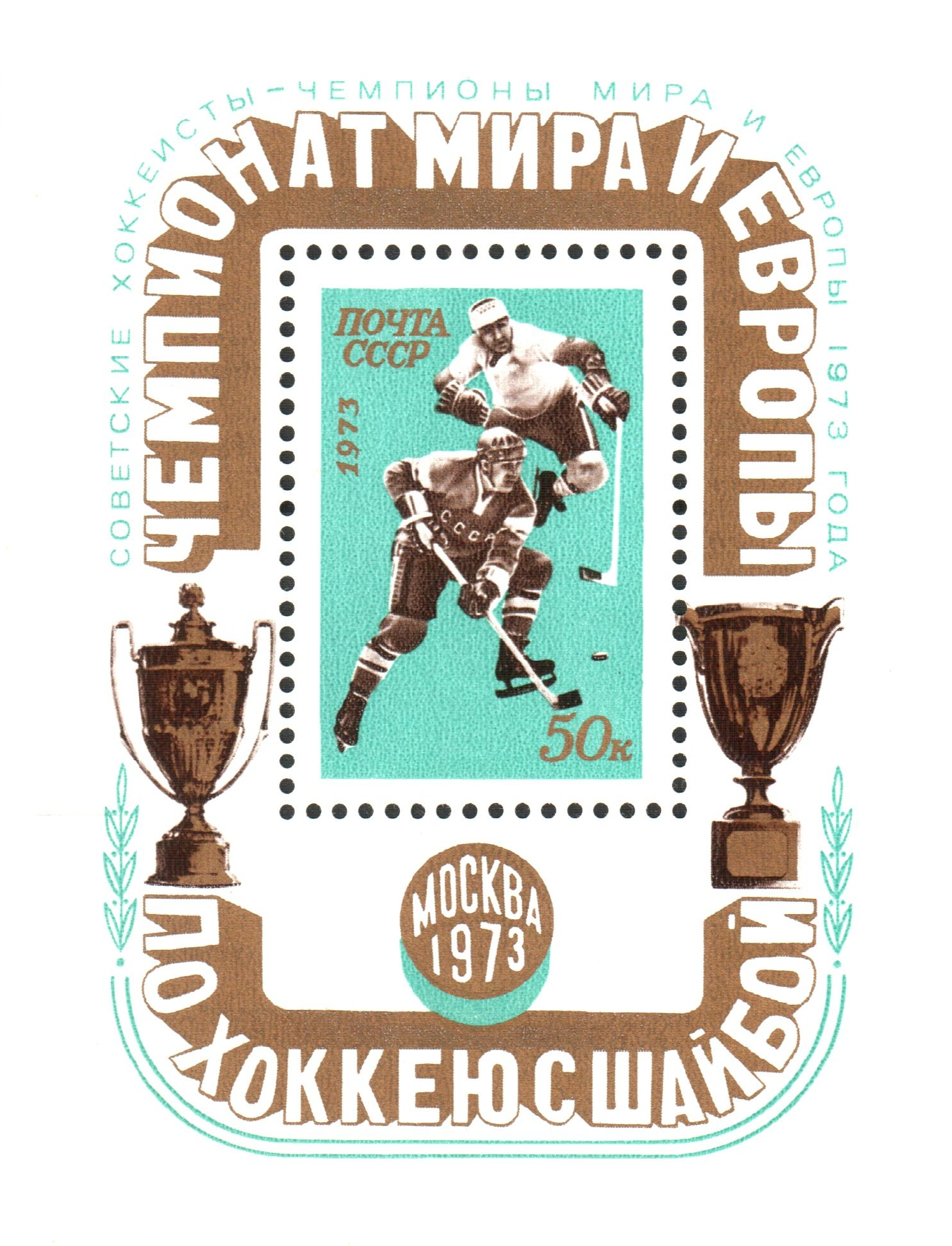
Sowjetische Briefmarke zur Weltmeisterschaft 1973

Am Turnier nahmen die besten fünf Mannschaften der Vorjahres-Weltmeisterschaft sowie der Erstplatzierte des Turniers der B-Gruppe des Vorjahres teil:
| 6 aus Europa | BR Deutschland                  | Finnland                            |
| 6 aus Europa | Polen (Aufsteiger aus B-Gruppe) | Schweden                            |
| 6 aus Europa | UdSSR                           | Tschechoslowakei (Titelverteidiger) |

### Austragungsort
| \| Moskau \|                         |
| Austragungsort der Weltmeisterschaft |
| Moskau                               |

| Moskau |

### Spiele
| 31. März 1973 16:00 Uhr (Ortszeit) | Tschechoslowakei 14. Jiří Kochta 17. Oldřich Machač 17. Josef Paleček 29. Richard Farda 34. Bohuslav Šťastný 31. Jan Klapáč 32. Václav Nedomanský 34. Jan Klapáč 37. Václav Nedomanský 47. Jiří Holík 48. Vladimír Martinec 50. Jaroslav Holík 53. František Pospíšil 58. Jaroslav Holík | 14:1 (3:0, 6:0, 5:1) | Polen 60. Stefan Chowaniec | Sportpalast Luschniki, Moskau Zuschauer: 10.000 |

| 31. März 1973 19:30 Uhr | UdSSR 4. Alexander Gussew 7. Alexander Malzew 7. Waleri Charlamow 11. Boris Michailow 16. Alexander Jakuschew 18. Wladimir Petrow 20. Alexander Bodunow 29. Juri Lebedew 31. Alexander Martynjuk 35. Boris Michailow 35. Wladimir Petrow 40. Alexander Jakuschew 40. Alexander Malzew 41. Alexander Woltschkow 43. Alexander Jakuschew 48. Boris Michailow 49. Alexander Malzew | 17:1 (6:1, 4:0, 7:0) | Deutschland 2. Alois Schloder | Sportpalast Luschniki, Moskau Zuschauer: 14.000 |

| 1. April 1973 16:00 Uhr | Schweden 3:12 Thommy Abrahamsson 4:26 Börje Salming 12:12 Inge Hammarström 35:15 Mats Åhlberg 38:38 Stefan Karlsson 47:29 Anders Hedberg 47:44 Dan Söderström 51:21 Ulf Sterner 56:58 Ulf Sterner, 57:18 Håkan Wickberg 59:16 Mats Åhlberg | 11:2 (3:1, 2:1, 6:0) | Polen 14:25 Leszek Tokarz 35:58 Walenty Ziętara | Sportpalast Luschniki, Moskau Zuschauer: 10.000 |

| 1. April 1973 19:30 Uhr | Finnland 1:06 Timo Sutinen 7:29 Esa Peltonen 8:25 Matti Keinonen 27:53 Timo Turunen 31:37 Timo Turunen 33:31 Henry Leppä 47:28 Lauri Mononen 48:55 Timo Sutinen | 8:3 (3:1, 3:0, 2:2) | Deutschland 14:28 Ignaz Berndaner 48:16 Martin Hinterstocker 52:35 Rainer Philipp | Sportpalast Luschniki, Moskau Zuschauer: 10.000 |

| 2. April 1973 16:00 Uhr | Tschechoslowakei | 0:2 (0:0, 0:0, 0:2) | Schweden 54:31 Dan Söderström 57:36 Tord Lundström | Sportpalast Luschniki, Moskau Zuschauer: 12.000 |

| 2. April 1973 19:30 Uhr | UdSSR 0:47 Waleri Charlamow 4:59 Wladimir Schadrin 13:20 Wladimir Petrow 22:07 Wjatscheslaw Anissin 46:49 Alexander Martynjuk 53:45 Alexander Martynjuk 55:06 Boris Michailow 59:03 Alexander Gussew | 8:2 (3:0, 1:2, 4:0) | Finnland 30:00 Veli-Pekka Ketola 35. Henry Leppä | Sportpalast Luschniki, Moskau Zuschauer: 12.000 |

| 3. April 1973 16:00 Uhr | Tschechoslowakei 10:42 Jaroslav Holík 24:45 Oldřich Machač 36:23 Jiří Kochta 50. Jaroslav Holík | 4:2 (1:0, 2:1, 1:1) | Deutschland 21:09 Alois Schloder 59:25 Erich Kühnhackl | Sportpalast Luschniki, Moskau Zuschauer: 8.000 |

| 3. April 1973 19:30 Uhr | UdSSR 0:50 Wladimir Petrow 19:38 Waleri Charlamow 25:59 Alexander Gussew 28:13 Wjatscheslaw Anissin 34:33 Alexander Bodunow 36:21 Wladimir Petrow 43:57 Alexander Jakuschew 44:28 Wladimir Schadrin 44:50 Boris Michailow | 9:3 (2:1, 4:1, 3:1) | Polen 18:11 Krzysztof Birula-Białynicki 31:47 Mieczysław Jaskierski 55. Krzysztof Birula-Białynicki | Sportpalast Luschniki, Moskau Zuschauer: 12.000 |

| 4. April 1973 16:00 Uhr | Deutschland 19. Lorenz Funk 44. Reinhold Bauer | 2:8 (1:1, 0:4, 1:3) | Schweden 10. Björn Johansson 21. Björn Johansson 27. Mats Åhlberg 25. Ulf Sterner 35. Inge Hammarström 44. Inge Hammarström 49. Inge Hammarström 50. Mats Åhlberg | Sportpalast Luschniki, Moskau |

| 4. April 1973 19:30 Uhr | Polen | 0:5 (0:2, 0:1, 0:2) | Finnland 3. Esa Peltonen 15. Timo Sutinen 31. Esa Peltonen 56. Heikki Riihiranta 57. Seppo Ahokainen | Sportpalast Luschniki, Moskau Zuschauer: 8.000 |

| 5. April 1973 16:00 Uhr | Schweden 43. Börje Salming 44. Stefan Karlsson 58:35 Mats Åhlberg | 3:2 (0:1, 0:0, 3:1) | Finnland 17. Esa Peltonen 52:12 Matti Keinonen | Sportpalast Luschniki, Moskau Zuschauer: 12.000 |

| 5. April 1973 19:30 Uhr | Tschechoslowakei 17. Václav Nedomanský 49. Jiří Kochta | 2:3 (1:1, 0:1, 1:1) | UdSSR 6:09 Alexander Woltschkow 25. Alexander Bodunow 44:45 Waleri Charlamow | Sportpalast Luschniki, Moskau Zuschauer: 12.000 |

| 6. April 1973 19:30 Uhr | Deutschland 3. Erich Kühnhackl 23. Rainer Philipp 36. Johann Eimansberger 53. Erich Kühnhackl | 4:2 (1:2, 2:0, 1:0) | Polen 6. Leszek Tokarz 14. Mieczysław Jaskierski | Sportpalast Luschniki, Moskau Zuschauer: 10.000 |

| 7. April 1973 16:00 Uhr | Tschechoslowakei 3. Jaroslav Holík 6. Bohuslav Šťastný 10. Bohuslav Šťastný 38. Richard Farda | 4:2 (3:1, 1:1, 0:0) | Finnland 11. Seppo Ahokainen 40. Timo Sutinen | Sportpalast Luschniki, Moskau Zuschauer: 12.000 |

| 7. April 1973 19:30 Uhr | UdSSR 17. 6. Boris Michailow 11. Waleri Charlamow 13. Alexander Woltschkow 16. Wladimir Petrow 26. Alexander Bodunow 26. Wladimir Petrow | 6:1 (4:0, 2:1, 0:0) | Schweden 32. Ulf Sterner | Sportpalast Luschniki, Moskau Zuschauer: 12.000 |

| 8. April 1973 16:00 Uhr | Tschechoslowakei 10. Jiří Holíkk 25. Václav Nedomanský 28. Ivan Hlinka 49. Václav Nedomanský | 4:1 (1:0, 2:0, 1:1) | Polen 41. Tadeusz Obłój | Sportpalast Luschniki, Moskau Zuschauer: 10.000 |

| 8. April 1973 19:30 Uhr | UdSSR 2. Alexander Gussew 6. Alexander Jakuschew 7. Alexander Martynjuk, 9. Wladimir Petrow 10. Alexander Martynjuk, 14. Alexander Martynjuk, 15. Alexander Jakuschew 16. Wjatscheslaw Anissin 17. Alexander Martynjuk, 29. Alexander Gussew 33. Juri Lebedew 41. Wladimir Petrow 46. Alexander Martynjuk, 47. Alexander Martynjuk, 49. Wladimir Lutčenko, 56. Alexander Martynjuk, 58. Waleri Charlamow 59. Alexander Martynjuk | 18:2 (9:1, 2:0, 7:1) | Deutschland 16. Walter Stadler 58. Martin Hinterstocker | Sportpalast Luschniki, Moskau Zuschauer: 10.000 |

| 9. April 1973 16:00 Uhr | Schweden 9. Lars-Erik Sjöberg 26. Arne Carlsson 29. Dan Söderström 46. Ulf Nilsson 46. Tord Lundström 47. Inge Hammarström 49. Ulf Nilsson | 7:0 (1:0, 2:0, 4:0) | Polen | Sportpalast Luschniki, Moskau Zuschauer: 4.000 |

| 9. April 1973 19:30 Uhr | Finnland 51. Timo Turunen 57. Juhani Tamminen | 2:1 (0:0, 0:1, 2:0) | Deutschland 26. Lorenz Funk | Sportpalast Luschniki, Moskau Zuschauer: 4.000 |

| 10. April 1973 16:00 Uhr | Tschechoslowakei 9. Jiří Holík 38. Josef Paleček 46. Ivan Hlinka | 3:3 (1:0, 1:2, 1:1) | Schweden 21. Dan Söderström 30. Tord Lundström 51. Ulf Sterner | Sportpalast Luschniki, Moskau Zuschauer: 12.000 |

| 10. April 1973 19:30 Uhr | UdSSR 3. Wladimir Schadrin 15. Alexander Martynjuk 18. Alexander Jakuschew 31. Alexander Bodunow 32. Wjatscheslaw Anissin 34., 43. Wladimir Petrow 46. Alexander Malzew 50. Wladimir Petrow | 9:1 (3:0, 3:1, 3:0) | Finnland 28. Veli-Pekka Ketola | Sportpalast Luschniki, Moskau Zuschauer: 12.000 |

| 11. April 1973 16:00 Uhr | Tschechoslowakei 10. Richard Farda 18. Josef Horešovský 26. Josef Paleček 36. Oldřich Machač 40. Bohuslav Šťastný 44. Jiří Bubla 50. Václav Nedomanský | 7:2 (2:1, 3:0, 2:1) | Deutschland 6. Erich Kühnhackl 58. Erich Kühnhackl | Sportpalast Luschniki, Moskau Zuschauer: 8.000 |

| 11. April 1973 19:30 Uhr | UdSSR 4. Waleri Charlamow 6. Wjatscheslaw Anissin 7. Wladimir Petrow 10., 14., 18., 23. Boris Michailow 27. Wladimir Petrow 29. Alexander Bodunow 31. Boris Michailow 33. Alexander Bodunow 41. Wladimir Petrow 42. Alexander Malzew 46. Alexander Jakuschew 48., 54. Wladimir Petrow 57. Waleri Charlamow 58. Vjačeslav Anisin 59., 60. Boris Michailow | 20:0 (6:0,5:0,9:0) (6:0,5:0,9:0) | Polen | Sportpalast Luschniki, Moskau Zuschauer: 14.000 |

| 12. April 1973 16:00 Uhr | Schweden 15. Mats Åhlberg 18. Ulf Nilsson 23. Dan Söderström 27. Ulf Nilsson 30. Arne Carlsson 31. Ulf Nilsson 39. Dan Söderström 40. Kjell-Arne Vikström 43. Mats Åhlberg 44. Karl-Johan Sundqvist 51. Inge Hammarström 56. Håkan Wickberg | 12:1 (2:1, 6:0, 4:0) | Deutschland 4. Alois Schloder | Sportpalast Luschniki, Moskau Zuschauer: 8.000 |

| 11. April 1973 19:30 Uhr | Polen 33. Jan Szeja | 1:1 (0:1, 1:0, 0:0) | Finnland 12. Pekka Kuusisto | Sportpalast Luschniki, Moskau Zuschauer: 4.000 |

| 13. April 1973 16:00 Uhr | Schweden 33. Dan Söderström 51. Börje Salming | 2:1 (0:1, 1:0, 1:0) (0:1, 1:0, 1:0) | Finnland 16:24 Henry Leppä | Sportpalast Luschniki, Moskau Zuschauer: 12.000 |

| 13. April 1973 19:30 Uhr | Tschechoslowakei 11. Jiří Holík 43. Václav Nedomanský | 2:4 (1:2, 0:1, 1:1) | UdSSR 7. Alexander Jakuschew 16. Boris Michailow 28. Boris Michailow 54. Waleri Charlamow | Sportpalast Luschniki, Moskau Zuschauer: 14.000 |

| 14. April 1973 19:30 Uhr | Polen 13. Tadeusz Obłój 43. Jan Szeja 54. Mieczysław Jaskierski 60. Jan Szeja | 4:1 (1:1, 0:0, 3:0) | Deutschland 4. Erich Kühnhackl | Sportpalast Luschniki, Moskau Zuschauer: 14.000 |

| 15. April 1973 16:00 Uhr | Tschechoslowakei 14. Václav Nedomanský 15. Bohuslav Šťastný 20. Josef Paleček 41. Richard Farda 45. Václav Nedomanský 46. Jiří Novák 55. Jiří Holík 57. Bohuslav Šťastný | 8:0 (3:0, 0:0, 5:0) | Finnland Henry Leppä 16:24 | Sportpalast Luschniki, Moskau Zuschauer: 14.000 |

| 13. April 1973 19:30 Uhr | UdSSR 7. Alexander Malzew 9. Alexander Gussew 23. Alexander Gussew 36. Alexander Malzew 50. Wladimir Petrow 53. Boris Michailow | 6:4 (2:1, 2:2, 2:1) | Schweden 2. Anders Hedberg 32. Kjell-Arne Vikström 33. Stefan Karlsson, 60. Börje Salming | Sportpalast Luschniki, Moskau Zuschauer: 12.500 |

### Tabelle
| Pl | Mannschaft       | Sp | S  | U | N | Tore   | Diff | Punkte |
| -- | ---------------- | -- | -- | - | - | ------ | ---- | ------ |
| 1. | Sowjetunion      | 10 | 10 | 0 | 0 | 100:18 | +82  | 20:0   |
| 2. | Schweden         | 10 | 07 | 1 | 2 | 053:23 | +30  | 15:05  |
| 3. | Tschechoslowakei | 10 | 06 | 1 | 3 | 048:20 | +28  | 13:07  |
| 4. | Finnland         | 10 | 03 | 1 | 6 | 024:39 | −15  | 07:13  |
| 5. | Polen            | 10 | 01 | 1 | 8 | 014:76 | −62  | 03:17  |
| 6. | Deutschland      | 10 | 01 | 0 | 9 | 019:82 | −63  | 02:18  |

### Auf- und Absteiger
| Absteiger:  | BR Deutschland |
| Aufsteiger: | DDR            |

### Meistermannschaften
| Weltmeister UdSSR       | Wladislaw Tretjak, Alexander Sidelnikow, Alexander Gussew, Waleri Wassiljew, Wladimir Luttschenko, Gennadi Zygankow, Jewgeni Paladjew, Alexander Ragulin, Juri Ljapkin, Boris Michailow, Wladimir Petrow, Waleri Charlamow, Alexander Malzew, Alexander Jakuschew, Alexander Martynjuk, Wladimir Schadrin, Wjatscheslaw Anissin, Juri Lebedew, Alexander Woltschkow, Alexander Bodunow Trainerstab: Wsewolod Bobrow, Boris Kulagin |
| Silber Schweden         | Christer Abrahamsson, Curt Larsson, William Löfqvist – Thommy Abrahamsson, Roland Bond, Arne Carlsson, Björn Johansson, Börje Salming, Lars-Erik Sjöberg, Karl-Johan Sundqvist – Inge Hammarström, Anders Hedberg, Stefan Karlsson, Tord Lundström, Ulf Nilsson, Ulf Sterner, Dan Söderström, Kjell-Arne Vikström, Håkan Wickberg, Dick Yderström, Mats Åhlberg Trainer: Kjell Svensson                                            |
| Bronze Tschechoslowakei | Jiří Holeček, Jiří Crha – Oldřich Machač, František Pospíšil, Jiří Bubla, Josef Horešovský, Milan Kužela, Karel Vohralík, Petr Adamík – Jan Klapáč, Jaroslav Holík, Jiří Holík, Jiří Kochta, Václav Nedomanský, Josef Paleček, Vladimír Martinec, Richard Farda, Bohuslav Šťastný, Ivan Hlinka, Jiří Novák Trainerstab: Jaroslav Pitner, Vladimír Kostka                                                                           |

### Beste Scorer
Abkürzungen: Sp = Spiele, T = Tore, V = Assists, Pkt = Punkte, SM = Strafminuten; Fett: Turnierbestwert
| Spieler             | Mannschaft       | Sp | T  | V  | Pkt | SM |
| ------------------- | ---------------- | -- | -- | -- | --- | -- |
| Wladimir Petrow     | UdSSR            | 10 | 18 | 16 | 34  | 12 |
| Boris Michailow     | UdSSR            | 10 | 16 | 13 | 29  | 4  |
| Waleri Charlamow    | UdSSR            | 10 | 9  | 14 | 23  | 31 |
| Alexander Martynjuk | UdSSR            | 10 | 12 | 4  | 16  | 2  |
| Mats Åhlberg        | Schweden         | 10 | 9  | 7  | 16  | 6  |
| Alexander Jakuschew | UdSSR            | 10 | 9  | 6  | 15  | 2  |
| Alexander Bodunow   | UdSSR            | 10 | 7  | 8  | 15  | 6  |
| Jiří Holík          | Tschechoslowakei | 10 | 5  | 10 | 15  | 23 |
| Alexander Gussew    | UdSSR            | 10 | 7  | 7  | 14  | 4  |

### Auszeichnungen
Spielertrophäen
- Bester Torhüter:  Jiří Holeček
- Bester Verteidiger:  Waleri Wassiljew
- Bester Stürmer:  Boris Michailow

All-Star-Team
- Jiří Holeček –  Börje Salming,  Alexander Gussew –  Boris Michailow,  Wladimir Petrow,  Waleri Charlamow

## B-Weltmeisterschaft
Das Turnier der B-Gruppe wurde in Graz, Österreich, ausgespielt. Im Spiel Jugoslawiens gegen die Vereinigten Staaten zerstörte beim Stand von 4:1 für Jugoslawien Anfang des zweiten Drittels ein harter Schuss die Maske des jugoslawischen Torhüters Anton Jože Gale und verletzte diesen so schwer am Auge, dass dieser nicht nur das Spiel, sondern sogar seine Karriere beenden musste.

### Spiele
| 22. März 1973 | USA | 6:4 (2:2, 3:2, 1:0) | Japan | Eisstadion Liebenau, Graz Zuschauer: 6.000 |

| 22. März 1973 | Schweiz | 4:3 (0:0, 2:1, 2:2) | Italien | Eisstadion Liebenau, Graz Zuschauer: 4.000 |

| 22. März 1973 | DDR | 6:4 (3:1, 1:1, 2:2) | Jugoslawien | Eisstadion Liebenau, Graz Zuschauer: 1.500 |

| 22. März 1973 | Österreich | 2:4 (0:1, 2:3, 0:0) | Rumänien | Eisstadion Liebenau, Graz Zuschauer: 1.000 |

| 23. März 1973 | USA | 6:6 (1:4, 4:1, 1:1) | Jugoslawien | Eisstadion Liebenau, Graz Zuschauer: 2.500 |

| 23. März 1973 | Österreich | 6:5 (0:3, 5:1, 1:1) | Italien | Eisstadion Liebenau, Graz Zuschauer: 3.500 |

| 24. März 1973 | DDR | 8:5 (4:3, 1:0, 3:2) | Schweiz | Eisstadion Liebenau, Graz Zuschauer: 1.200 |

| 24. März 1973 | Rumänien | 3:0 (0:0, 1:0, 2:0) | Japan | Eisstadion Liebenau, Graz Zuschauer: 1.000 |

| 25. März 1973 | Österreich | 2:4 (1:2, 0:1, 1:1) | Japan | Eisstadion Liebenau, Graz Zuschauer: 3.000 |

| 25. März 1973 | Schweiz | 0:6 (0:3, 0:0, 0:3) | Jugoslawien | Eisstadion Liebenau, Graz Zuschauer: 1.000 |

| 25. März 1973 | Rumänien | 5:2 (2:1, 2:0, 1:1) | Italien | Eisstadion Liebenau, Graz Zuschauer: 600 |

| 25. März 1973 | USA Doug Palazzari (1:05) Charles Brown (25:25) Chuck Ness (32:06) Tom Mellor (58:20) | 4:6 (1:1, 2:1, 1:4) Spielbericht | DDR Peter Domko (17:03) Hartmut Nickel (35:40) Joachim Stasche (42:50) Rolf Bielas (51:08) Rainer Patschinski (57:25) Rainer Patschinski (59:57) | Eisstadion Liebenau, Graz Zuschauer: 5.000 |

| 26. März 1973 | USA | 11:0 (6:0, 3:0, 2:0) | Italien | Eisstadion Liebenau, Graz Zuschauer: 5.00 |

| 26. März 1973 | Österreich | 1:6 (0:2, 1:3, 0:1) | Jugoslawien | Eisstadion Liebenau, Graz Zuschauer: 3.000 |

| 27. März 1973 | DDR | 4:2 (0:0, 0:1, 4:1) | Rumänien | Eisstadion Liebenau, Graz Zuschauer: 1.500 |

| 27. März 1973 | Schweiz | 5:4 (3:1, 1:2, 1:1) | Japan | Eisstadion Liebenau, Graz Zuschauer: 1.000 |

| 28. März 1973 | Jugoslawien | 8:4 (4:1, 3:3, 1:0) | Italien | Eisstadion Liebenau, Graz Zuschauer: 3.000 |

| 28. März 1973 | Schweiz | 4:5 (3:1, 1:2, 0:2) | Rumänien | Eisstadion Liebenau, Graz Zuschauer: 3.500 |

| 28. März 1973 | DDR | 5:3 (1:0, 3:1, 1:2) | Japan | Eisstadion Liebenau, Graz Zuschauer: 2.000 |

| 28. März 1973 | Österreich | 0:9 (0:1, 0:6, 0:2) | USA | Eisstadion Liebenau, Graz Zuschauer: 2.500 |

| 30. März 1973 | USA | 6:3 (1:1, 3:1, 2:1) | Rumänien | Eisstadion Liebenau, Graz Zuschauer: 3.000 |

| 30. März 1973 | DDR | 15:1 (3:0, 4:0, 8:1) | Italien | Eisstadion Liebenau, Graz Zuschauer: 2.900 |

| 30. März 1973 | Jugoslawien | 4:3 (2:1, 1:1, 1:1) | Japan | Eisstadion Liebenau, Graz Zuschauer: 2.000 |

| 30. März 1973 | Österreich | 8:4 (2:1, 4:1, 2:2) | Schweiz | Eisstadion Liebenau, Graz Zuschauer: 5.500 |

| 31. März 1973 | Italien | 3:5 (1:0, 2:2, 0:3) | Japan | Eisstadion Liebenau, Graz Zuschauer: 2.000 |

| 31. März 1973 | Jugoslawien | 2:2 (0:1, 2:0, 0:1) | Rumänien | Eisstadion Liebenau, Graz Zuschauer: 2.000 |

| 31. März 1973 | Österreich | 2:12 (1:4, 1:3, 0:5) | DDR | Eisstadion Liebenau, Graz Zuschauer: 2.500 |

| 31. März 1973 | USA | 10:4 (1:2, 5:1, 4:1) | Schweiz | Eisstadion Liebenau, Graz Zuschauer: 2.000 |

### Abschlusstabelle der B-WM
| Pl | Mannschaft         | Sp | S | U | N | Tore  | Diff | Punkte |
| -- | ------------------ | -- | - | - | - | ----- | ---- | ------ |
| 1  | DDR                | 7  | 7 | 0 | 0 | 56:21 | +35  | 14:0   |
| 2  | Vereinigte Staaten | 7  | 5 | 1 | 1 | 52:23 | +29  | 11:03  |
| 3  | Jugoslawien        | 7  | 4 | 2 | 1 | 36:22 | +14  | 10:04  |
| 4  | Rumänien           | 7  | 4 | 1 | 2 | 24:20 | +4   | 09:05  |
| 5  | Österreich +       | 7  | 2 | 0 | 5 | 21:44 | −23  | 04:10  |
| 6  | Japan +            | 7  | 2 | 0 | 5 | 23:28 | −5   | 04:10  |
| 7  | Schweiz +          | 7  | 2 | 0 | 5 | 26:44 | −18  | 04:10  |
| 8  | Italien            | 7  | 0 | 0 | 7 | 18:54 | −36  | 00:14  |

+ Reihenfolge aufgrund der direkten Vergleiche (Österreich 2:4,8:4, Japan 4:2,4:5, Schweiz 4:8,5:4)

### Auf- und Absteiger
| B-Weltmeister 1973:          | DDR                   |
| Aufsteiger in die A-Gruppe:  | DDR                   |
| Absteiger aus der A-Gruppe:  | BR Deutschland        |
| Absteiger in die C-Gruppe:   | Italien, Schweiz      |
| Aufsteiger aus der C-Gruppe: | Norwegen, Niederlande |

### Topscorer
```
                           T  V  Punkte
1 
Doug Palazzari
     USA   6 13  19
2 
Rainer Patschinski
 DDR   7  8  15
3 
Peter Slapke
       DDR   10 4  14
4 
Bob McManama
       USA   4 10  14
5 
Earl Anderson
      USA   8  4  12
6 
Gorazd Hiti
        YUG   7  3  10
```

### Auszeichnungen
- Tor: Toshimitsu Ōtsubo (Japan)
- Abwehr: Vlado Jug (Jugoslawien)
- Angriff: Bob McManama (USA)

All-Star-Team
- Tor:  Toshimitsu Ōtsubo
- Abwehr:  Vlado Jug –  Dietmar Peters
- Angriff:  Rudi Hiti   –  Sepp Puschnig  –  Gorazd Hiti

## C-Weltmeisterschaft
in Den Haag und anderen Orten, Niederlande

### Spiele
| 9. März 1973  | Nijmegen  | Volksrepublik China | – | Dänemark            | 3:3 (0:1,2:1,1:1)  |
| 9. März 1973  | Utrecht   | Ungarn              | – | Großbritannien      | 9:0 (4:0,3:0,2:0)  |
| 9. März 1973  | Tilburg   | Norwegen            | – | Bulgarien           | 4:3 (2:2,0:0,2:1)  |
| 9. März 1973  | Den Haag  | Niederlande         | – | Frankreich          | 2:4 (0:2,0:0,2:2)  |
|               |           |                     |   |                     |                    |
| 10. März 1973 | Den Haag  | Volksrepublik China | – | Bulgarien           | 3:3 (1:2,1:1,1:0)  |
| 10. März 1973 | Tilburg   | Niederlande         | – | Ungarn              | 5:3 (3:0,2:2,0:1)  |
| 10. März 1973 | Utrecht   | Norwegen            | – | Dänemark            | 14:2 (4:1,5:0,5:1) |
| 10. März 1973 | Den Haag  | Frankreich          | – | Großbritannien      | 3:1 (0:1,1:0,2:0)  |
|               |           |                     |   |                     |                    |
| 12. März 1973 | Den Haag  | Norwegen            | – | Volksrepublik China | 4:0 (1:0,1:0,2:0)  |
| 12. März 1973 | Den Haag  | Bulgarien           | – | Dänemark            | 2:1 (1:1,1:0,0:0)  |
| 12. März 1973 | Tilburg   | Ungarn              | – | Frankreich          | 7:1 (2:1,1:0,4:0)  |
| 12. März 1973 | Utrecht   | Niederlande         | – | Großbritannien      | 13:3 (3:3,5:0,5:0) |
|               |           |                     |   |                     |                    |
| 13. März 1973 | Den Haag  | Frankreich          | – | Dänemark            | 6:3 (2:2,2:1,2:0)  |
| 13. März 1973 | Den Haag  | Norwegen            | – | Großbritannien      | 11:3 (5:1,5:1,1:1) |
| 13. März 1973 | Utrecht   | Ungarn              | – | Volksrepublik China | 9:6 (2:0,4:3,3:3)  |
| 13. März 1973 | Tilburg   | Niederlande         | – | Bulgarien           | 8:5 (1:2,4:1,3:2)  |
|               |           |                     |   |                     |                    |
| 15. März 1973 | Tilburg   | Frankreich          | – | Volksrepublik China | 1:2 (0:1,0:0,1:1)  |
| 15. März 1973 | Tilburg   | Bulgarien           | – | Großbritannien      | 9:2 (3:0,2:1,4:1)  |
| 15. März 1973 | Geleen    | Norwegen            | – | Ungarn              | 6:0 (1:0,3:0,2:0)  |
| 15. März 1973 | Rotterdam | Niederlande         | – | Dänemark            | 14:0 (6:0,6:0,2:0) |
|               |           |                     |   |                     |                    |
| 16. März 1973 | Tilburg   | Norwegen            | – | Frankreich          | 8:3 (1:3,4:0,3:0)  |
| 16. März 1973 | Nijmegen  | Ungarn              | – | Bulgarien           | 5:1 (3:1,0:0,2:0)  |
| 16. März 1973 | Den Haag  | Dänemark            | – | Großbritannien      | 8:8 (4:1,1:4,3:3)  |
| 16. März 1973 | Rotterdam | Niederlande         | – | Volksrepublik China | 7:0 (1:0,2:0,4:0)  |
|               |           |                     |   |                     |                    |
| 17. März 1973 | Rotterdam | Volksrepublik China | – | Großbritannien      | 7:1 (2:0,2:1,3:0)  |
|               |           |                     |   |                     |                    |
| 18. März 1973 | Utrecht   | Frankreich          | – | Bulgarien           | 5:6 (1:4,3:0,1:2)  |
| 18. März 1973 | Rotterdam | Ungarn              | – | Dänemark            | 11:5 (3:1,6:1,2:3) |
| 18. März 1973 | Den Haag  | Niederlande         | – | Norwegen            | 3:6 (1:2,1:2,1:2)  |

### Abschlusstabelle der C-WM
| Pl | Mannschaft            | Sp | S | U | N | Tore  | Diff | Punkte |
| -- | --------------------- | -- | - | - | - | ----- | ---- | ------ |
| 1  | Norwegen              | 7  | 7 | 0 | 0 | 53:14 | +39  | 14:0   |
| 2  | Niederlande +         | 7  | 5 | 0 | 2 | 52:21 | +31  | 10:04  |
| 3  | Ungarn +              | 7  | 5 | 0 | 2 | 44:24 | +20  | 10:04  |
| 4  | Bulgarien             | 7  | 3 | 1 | 3 | 29:28 | +1   | 07:07  |
| 5  | Volksrepublik China + | 7  | 2 | 2 | 3 | 21:28 | −7   | 06:08  |
| 6  | Frankreich +          | 7  | 3 | 0 | 4 | 23:29 | −6   | 06:08  |
| 7  | Dänemark              | 7  | 0 | 2 | 5 | 22:58 | −36  | 02:12  |
| 8  | Großbritannien        | 7  | 0 | 1 | 6 | 18:60 | −42  | 01:13  |

+ der direkte Vergleich entscheidet für die Niederlande (5:3) bzw. für China (2:1)

### Auf- und Absteiger
| C-Weltmeister 1973:         | Norwegen              |
| Aufsteiger in die B-Gruppe: | Norwegen, Niederlande |
| Absteiger aus der B-Gruppe: | Italien, Schweiz      |